# Дом на проспекте Мира, 25

Вид дома со стороны проспекта Мира. Фото 1950—1960 годов

Дом на проспекте Мира, 25 — памятник архитектуры, градостроительства и истории во Владикавказе, Северная Осетия. Выявленный объект культурного наследия России и культурного наследия Северной Осетии. Находится в исторической части города на углу проспекта Мира, д. 25 и переулка Станиславского, д. 16. В этом здании размещался первый в истории Северной Осетии телецентр.
Четырёхэтажное кирпичное «Г-образное» в плане здание построено в 1937 году. Большая часть здания выходит на переулок Станиславского. В советское время на крыше со стороны площади Ленина находился лозунг высотой 1,3 метра «Да здравствует героический рабочий класс».
В этом здании в 1957 году радиолюбители-энтузиасты лаборант Орджоникидзевского горно-металлургического техникума М. Власов и техник городского радиоузла П. Манинин создали первый в Северной Осетии любительский телецентр. Первые телепередачи вышли перед ноябрьскими праздниками этого же года. Любительский телецентр действовал до 1962 года, когда стал работать государственный Телецентр на Осетинской горке.
Архитектура
Угол здания округлый. На крыше по всему периметру проведено кирпичное ограждение. Плоскость фасада разделена выступающими частями. По фасаду здания на 2 — 4 этажах находятся балконы с металлическим ограждением.